# Gaspard III de Coligny
Gaspard III de Coligny, duque de Châtillon (1584-1646) fue un hugonote francés, que sirvió a las órdenes de Luis XIII, y fue nombrado Mariscal de Francia en 1622. Fue descrito como "un general mediocre, pero absolutamente leal".

## Biografía
Châtillon nació el 26 de julio de 1584, en Montpellier, hijo de François de Coligny (1557-1591) y de su esposa Marguerite d'Ailly. Era nieto del líder hugonote, Almirante  Gaspard de Coligny.
El 13 de agosto de 1615, se casó con Ana de Polignac (1598-1651), y tuvieron 4 hijos. Mauricio (1618-1644), Gaspard IV de Coligny (1620-1649), Enriqueta de Coligny (1618-1673) y Ana, (1624-1680).

## Carrera
Sirvió durante la guerra franco-española (1635-1659) en Les Avins en 1635, y comandó el Ejército de Champaña en la batalla de La Marfée el 6 de julio de 1641, donde fue derrotado. Se retiró a Châtillon, donde murió el 4 de enero de 1646. 